# Meathead
I Meathead sono stati un gruppo musicale italiano di genere Industrial rock, formato a Pordenone nel 1992.

## Storia

### 1991-1993: Origine e primo album
Il progetto Meathead nacque all'interno del panorama musicale underground del Friuli-Venezia Giulia dal musicista e compositore pordenonese Mauro Teho Teardo assieme a Plastic Girl (ex HitlerSS e Waalt Diisneey Production), che coinvolsero Tim Pantado al basso ed all'elettronica e Valentine Dunmore alle percussioni metalliche ed al computer Atari, entrambi precedentemente coinvolti da Teardo in Come In / Evil Twin (Minus Habens Records, 1991), uno split 7" condiviso con gli Skullflower. Il nome "Meathead" fu preso a prestito dal soprannome dell'aspirante serial killer newyorkese Jason Ward, un autista di ambulanza di un ospedale psichiatrico che selezionava tra le sue vittime solo gente grassa e che commise un omicidio ed un tentato omicidio. Inizialmente il progetto mescolava sonorità industrial rock all'hip hop, in un crossover  di suoni ruvidi e rumorosi alternative rock spesso ai limiti del metal. La band, dopo una lunga serie di concerti ed alcune date come support act per Helmet e Biohazard, firmò per la romana Helter Skelter Records, con cui produsse l'album Street Knowledge, un album composto da una miscela di rumori industriali, testi aggressivi in stile hip hop, motori e graffianti chitarre elettriche, con l'artwork della copertina realizzato da Davide Toffolo. Nel 1993, il gruppo partecipò poi ad una compilazione curata da Pierluigi Bella e Vittore Baroni e dedicata a Charles Manson dal titolo Coming Down Fast. La compilazione vedeva brani di David Peel & The Lower East Side, Motorpsycho, Jesus Fuck & Da Murderers, Starfuckers, Eugene Chadbourne, Controlled Bleeding e Skullflower.
Fu di questo periodo il decesso di Tim Pintado, che morì di AIDS poco dopo l'uscita del primo album.
Nel 1993 i Meathead pubblicarono il 7" split Makin' Out With Satan / Outta My Face (Helter Skelter Records) condiviso con i Bewitched di Bob Bert.

### 1994-1995: Sub/Mission Records e Circus of Pain
Nel 1994 i Meathead passarono alla Sub/Mission Records con cui pubblicarono il CD Maxi Dick Smoker e poi l'album Bored Stiff. I Meathead avviarono qui una intensa collaborazione con Paolo Favati dei Pankow che si occupò della produzione artistica in questo ed in vari lavori successivi. Il disco vedeva poi la partecipazione di Bob Bert e Linda Wolfe che inserirono i cori in una cover di No. 1 dei Bewitched in stile Meathead, ed una cover di Right Here degli Swamp Terrorists.
Sempre nel 1994 i Meathead diedero l'avvio al supergruppo Circus Of Pain, un progetto che includeva membri dei Meathead, dei Pankow e degli svizzeri Swamp Terrorists, e che si concretizzò nello stesso anno con l'album The Swamp Meat Intoxication (Sub/Mission Records) oltre che con un lungo tour europeo che prevedeva, nella stessa serata, concerti dei Meathead e degli Swamp Terrorists seguiti dalla performance dei Circus Of Pain. Sempre di questo periodo fu poi la compilazione Magnetic Submission (Musica Maxima Magnetica / Sub/Mission Records, 1995), che racchiudeva buona parte dei progetti di derivazione post-industriale collegati a questa etichetta.

### 1995-1996:Meathead Against the World
Già nel 1995 i Meathead avevano avviato il progetto Meathead Against the World, che prevede una serie di collaborazioni con gruppi di altre nazioni, al fine di realizzare split 7" e/o brani composti assieme. Nel 1995 uscirono su Sub/Mission Records lo split con i Cop Shoot Cop intitolato Kill A Cop For Christ And Bring Us His Head, Show You Their Duelling Banjos condiviso con i giapponesi Zeni Geva, ancora Fill The Texas Pancake With Your Worst Fears con i Pain Teens e poi You Can Never Do To Us What We've Done To Ourselves composto assieme ai californiani Babyland. Nel '96 invece Dick Smoker Plus (Fused Coil) era composto assieme ai Cop Shoot Cop. Il progetto culmino nell'album Meathead Against The World (Sub/Mission Records), che raccoglie le esperienze e registrazioni di questo periodo. La copertina del disco, come altre di questo progetto, era affidata a Professor Bad Trip.

## Formazione
- Cristiano Deison
- G.No
- Mauro Teho Teardo
- Steve Nardini
- Tim Pantado
- Valentine Dunmore

## Discografia

### Album
- 1992 - Street Knowledge
- 1994 - Bored Stiff
- 1996 - Meathead Against the World
- 1997 - Protect Me From What I Want

### Raccolte
- 1996 - Meathead

### EP
- 1996 - Kill A Cop For Christ And Bring Us His Head (split con i Cop Shoot Cop)

### Singoli
- 1993 - Makin' Out With Satan/Outta My Face (split con i Bewitched)
- 1994 - Dick Smoker
- 1995 - Kill A Cop For Christ And Bring Us His Head (split con i Cop Shoot Cop)
- 1995 - Show You Their Duelling Banjos (con i Zeni Geva)
- 1995 - You Can Never Do To Us What We've Done To Ourselves (con i Babyland)
- 1996 - Fill The Texas Pancake With Your Worst Fears (con i Pain Teens)
- 1996 - Dick Smoker Plus